# Myrmecophilus hirticaudus
Myrmecophilus hirticaudus (лат.) — вид мелких муравьиных сверчков из рода муравьелюбы. Эндемик Европы. Мирмекофилы, встречаются в гнёздах муравьёв.

## Распространение
Европа (Балканы, Крым, Кавказ): Македония, Хорватия, Болгария, Армения, Греция, Турция.

## Описание
Очень мелкие сверчки (менее 5 мм), тело округлое, основная окраска тёмно-коричневая. Крылья и звуковой аппарат отсутствуют. Пронотум и тергиты с двумя типами различных волосков: немногочисленными длинными и обильными кроткими. Задние лапки с 3 дорзальными шипиками (у близкого вида их два). Церки длинные.
Вид был описан в 1846 году русским натуралистом Григорием Ивановичем Фишер фон Вальдгеймом.
Встречаются в гнездах муравьев (Camponotus, Crematogaster scutellaris) и термитов (Reticulitermes lucifugus).